# Elliot Vaillancourt
Elliot Vaillancourt (12 aprile 1999) è uno sciatore freestyle canadese.

## Palmarès

### Mondiali juniores
- 1 medaglia:
  - 1 oro (gobbe in parallelo a Chiesa in Valmalenco 2019)

### Coppa del Mondo
- Miglior piazzamento nella Coppa del Mondo generale di gobbe: 11º e nel 2023
- Miglior piazzamento nella Coppa del Mondo di gobbe: 11º  nel 2023
- Miglior piazzamento nella Coppa del Mondo di gobbe in parallelo: 10º  nel 2023
- 2 podi:
  - 2 secondi posti